# Eileen Collins
Eileen Marie Collins (Elmira, Nueva York; 19 de noviembre de 1956) es una coronel retirada y antiguo piloto de pruebas de la Fuerza Aérea de los Estados Unidos (USAF) y astronauta de la NASA. Ha sido la primera mujer piloto y la primera mujer comandante de un transbordador espacial.
Graduada en el Corning Community College, donde obtuvo un título de asociado en matemáticas en 1976, y en la Universidad de Siracusa, donde se licenció en matemáticas y economía en 1978, Collins fue nombrada oficial de la USAF a través del programa del Cuerpo de Entrenamiento de Oficiales de la Reserva de la Fuerza Aérea de Siracusa. Fue una de las cuatro mujeres elegidas para el entrenamiento de pilotos de pregrado en la base aérea de Vance, Oklahoma. Después de obtener sus alas de piloto, permaneció en Vance durante tres años como piloto instructor de T-38 Talon antes de pasar al C-141 Starlifter en la base aérea de Travis, California. Durante la invasión estadounidense de Granada en octubre de 1983, su avión transportó tropas de la 82.ª División Aerotransportada desde la base aérea de Pope, en Carolina del Norte, hasta Granada, y llevó a treinta y seis estudiantes de medicina de vuelta. De 1986 a 1989, fue profesora adjunta de matemáticas y piloto instructor de T-41 en la Academia de la Fuerza Aérea de Estados Unidos en Colorado. Obtuvo un máster en investigación de operaciones por la Universidad de Stanford en 1986, y un máster en gestión de sistemas espaciales por la Universidad de Webster en 1989. En 1989, Collins se convirtió en la segunda mujer piloto en asistir a la Escuela de Pilotos de Prueba de la USAF, y se graduó con la clase 89B.
En 1990, Collins fue seleccionada para ser astronauta piloto del Grupo de Astronautas 13 de la NASA. Voló como piloto del transbordador espacial en 1995, a bordo de la misión STS-63, que supuso un encuentro espacial entre el transbordador espacial Discovery y la estación espacial rusa Mir. En reconocimiento a su logro como primera mujer piloto de un transbordador, recibió el Trofeo Harmon. También fue la piloto de la misión STS-84 en 1997. Se convirtió en la primera mujer en comandar una nave espacial estadounidense con la misión STS-93, lanzada en julio de 1999, que desplegó el Observatorio de Rayos X Chandra, y en 2005 comandó la STS-114, la misión de "retorno al vuelo" de la NASA tras el desastre del accidente del transbordador espacial Columbia para probar las mejoras de seguridad y reabastecer la Estación Espacial Internacional (EEI). Durante esta misión se convirtió en la primera astronauta en pilotar el transbordador espacial en una maniobra completa de 360 grados. Esta maniobra era necesaria para que los astronautas a bordo de la EEI pudieran tomar fotografías del vientre del transbordador, con el fin de garantizar que no hubiera peligro de daños relacionados con los desechos en el transbordador en el momento de la reentrada.

## Primeros años
Eileen Marie Collins nació en Elmira, Nueva York, el 19 de noviembre de 1956. Sus padres fueron James Edward y Rose Marie Collins. Su ancestros viene de América en el año 1800, viene de Pensilvania y Elmira, New York. Según un discurso que pronunció cuando fue incluida en el Salón de la Fama Irlandesa-Americana de 2016, sus antepasados llegaron a Estados Unidos a mediados del siglo XIX y se establecieron en Pensilvania y Elmira, en el estado de Nueva York. Tiene tres hermanos: un hermano mayor, Edward; una hermana menor, Margaret; y un hermano menor, James. Su padre sirvió en la Armada de los Estados Unidos en la guerra del Pacífico durante la Segunda Guerra Mundial. Tras la guerra, dirigió el bar de la familia y luego se convirtió en topógrafo, trabajando para la ciudad. Sus padres se separaron cuando ella era pequeña, y su madre aceptó un trabajo como taquígrafa en el centro penitenciario de Elmira. De niña era tímida y necesitaba terapia de lenguaje para su tartamudez. Participó en las Girl Scouts  y asistió al campamento de verano El-Ne-Ho. Manifestó su interés por volar y ser piloto, leyendo libros como Fate Is the Hunter y God Is My Co-Pilot, y suscribiéndose a la revista Air Force Magazine.
Collins asistió a la escuela St. Patrick de Elmira hasta el octavo grado y luego a la Notre Dame High School, un instituto católico, pero Collins no estaba contenta allí. La casa de la familia resultó muy dañada por las inundaciones causadas por el huracán Agnes en junio de 1972, y con las finanzas ajustadas, pudo convencer a su madre para que le permitiera trasladarse a la Elmira Free Academy, un instituto público. Tras graduarse en la Elmira Free Academy en 1974, Collins pensó en alistarse en las Fuerza Aérea de los Estados Unidos, pero su padre se opuso rotundamente. A continuación, ingresó en la Universidad de Siracusa, que eligió porque contaba con un programa del Cuerpo de Entrenamiento de Oficiales de la Reserva del Ejército del Aire (AFROTC).
Por aquel entonces, en 1975, las Fuerza Aérea de los Estados Unidos cambiaron su política para permitir que las mujeres se formaran como pilotos, aunque sólo para misiones de no combate. Las diez primeras mujeres elegidas para la formación de pilotos eran todas oficiales en activo de las Fuerzas Aéreas con títulos universitarios de cuatro años. Collins tomó nota de sus nombres y siguió con interés sus progresos y carreras posteriores, con la esperanza de seguir algún día sus pasos.
Seis semanas después de graduarse en Corning, Collins se presentó en la base aérea de Rickenbacker para su entrenamiento básico. En 1976, las mujeres tenían normas de aptitud física diferentes a las de los hombres, pero a Collins se le concedió permiso para hacer la carrera matutina con los hombres, que debían correr 12 estadios (2,4 km) en menos de 12 minutos. El entrenamiento incluía clases sobre la historia de la USAF y la teoría del vuelo, un paseo en un Fairchild C-123 Provider y un vuelo en un Cessna T-37 Tweet con un instructor. Tomó clases de vuelo en un Cessna 150 en el aeropuerto regional de Elmira Corning, llegando a volar sola, pero no tuvo tiempo de completar todos los requisitos para obtener la licencia de piloto privado.
En enero de 1978, Collins recibió órdenes de presentarse en la Base de la Fuerza Aérea de Offutt al graduarse en Siracusa, donde se convertiría en ingeniera de sistemas informáticos, un destino lógico para una licenciada en matemáticas. Antes de que esto ocurriera, el comandante de la AFROTC de Siracusa, el coronel Vernon Hagen, le informó de que la USAF aceptaba ahora hasta diez mujeres de los programas de la AFROTC para el entrenamiento de pilotos, y le ofreció proponer su nombre para ello. Collins aceptó con entusiasmo, pero había un obstáculo: un examen físico en la Base de la Guardia Nacional Aérea de Hancock Field reveló que aunque tenía una agudeza visual de 20/20 en su ojo derecho, sólo tenía 20/25 en el izquierdo, lo que hizo que fuera rechazada. Hagen le dijo que descansara los ojos y ordenó una nueva prueba, que superó. Ese mismo año se graduó con una licenciatura en matemáticas y economía.

## Carrera en el Ejército del Aire
Al graduarse en Siracusa, Collins fue comisionada como subteniente en la USAF. En agosto de 1978, recibió órdenes de presentarse en la Base Aérea de Lackland, en Texas, para participar en el Programa de Selección de Vuelo (FSP). Era una de las cuatro mujeres de la promoción; había diez hombres, de los cuales ocho procedían de la Guardia Nacional del Aire y los otros dos eran graduados de la Academia de las Fuerzas Aéreas de los Estados Unidos. El objetivo del FSP era descartar a los pilotos no aptos antes de enviarlos al programa de formación de pilotos de pregrado (UPT), más caro. Collins estuvo a punto de ser eliminada por motivos médicos debido a su ojo izquierdo y a un supuesto soplo cardíaco, pero fue autorizada a volar. Los vuelos de entrenamiento se realizaban desde el cercano Aeropuerto Municipal Hondo en aviones Cessna T-41 Mescalero.

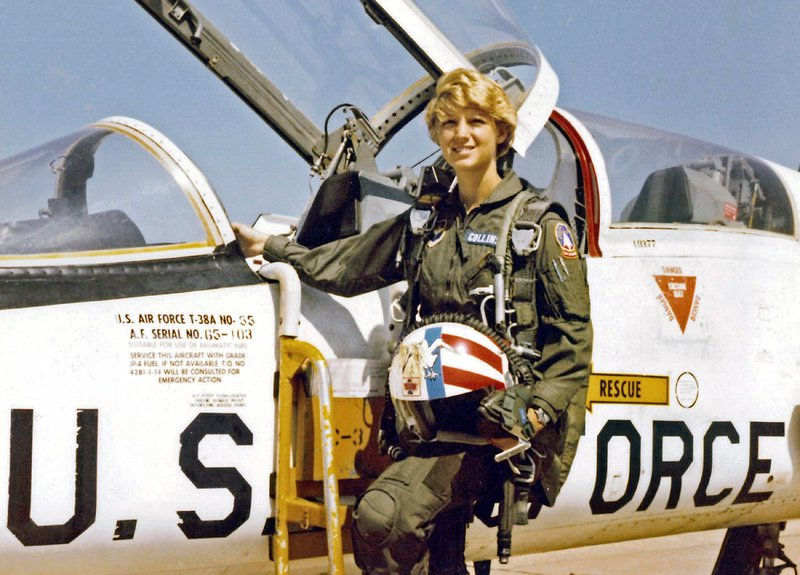
Con su T-38 cuando se graduó en la escuela de vuelo de la Base Aérea de Vance en Oklahoma en agosto de 1979

Para su UPT, Collins quería ir a la Base de la Fuerza Aérea Williams en Arizona, donde las primeras diez mujeres se habían entrenado, pero la oficina de personal de la USAF decidió enviarla a la Base de la Fuerza Aérea Vance en Enid, Oklahoma. Había otras tres mujeres en su clase, la 79-08. Decoró su casco con el logotipo E = mc2, en alusión a sus iniciales y a la ecuación de equivalencia masa-energía de Albert Einstein. El entrenamiento de vuelo se llevó a cabo en el T-37 Tuit. El 24 de noviembre de 1978, se convirtió en el primer miembro de su clase en volar en solitario. En marzo de 1979, comenzó la segunda fase de la instrucción en el Northrop T-38 Talon, un avión de entrenamiento. Finalmente, hubo entrenamiento de supervivencia e instrucción sobre qué hacer en caso de ser capturado. Después de obtener sus alas de piloto, se quedó en Vance como piloto instructor del T-38 Talon. Fue la primera mujer en convertirse en piloto instructor de T-38, y la única mujer instructora de vuelo en Vance entre septiembre de 1979 y diciembre de 1982.
Convertida en capitana, Collins se propuso ser astronauta. Para conseguirlo, quería graduarse en la Escuela de Pilotos de Prueba de la USAF. El ingreso requería al menos un año como comandante de un avión operativo y más de mil horas de vuelo. Ya había acumulado más de mil horas de vuelo como instructora en Vance, pero un entrenador no se considera un avión operativo. Solicitó una asignación para volar el Convair F-106 Delta Dart, el McDonnell Douglas F-4 Phantom II o el Fairchild Republic A-10 Thunderbolt II. Pero a las mujeres todavía no se les permitía volar aviones de combate, así que fue destinada a la Base Aérea de Travis, en California, para volar el Lockheed C-141 Starlifter, un avión de transporte que había sido su vigésimo primera opción. Ser copiloto le pareció una degradación después de haber sido instructora de vuelo. Voló en misiones de largo alcance a Extremo Oriente, a las islas del Pacífico, a Groenlandia y Terranova, y a destinos europeos en apoyo del ejercicio anual Reforger.

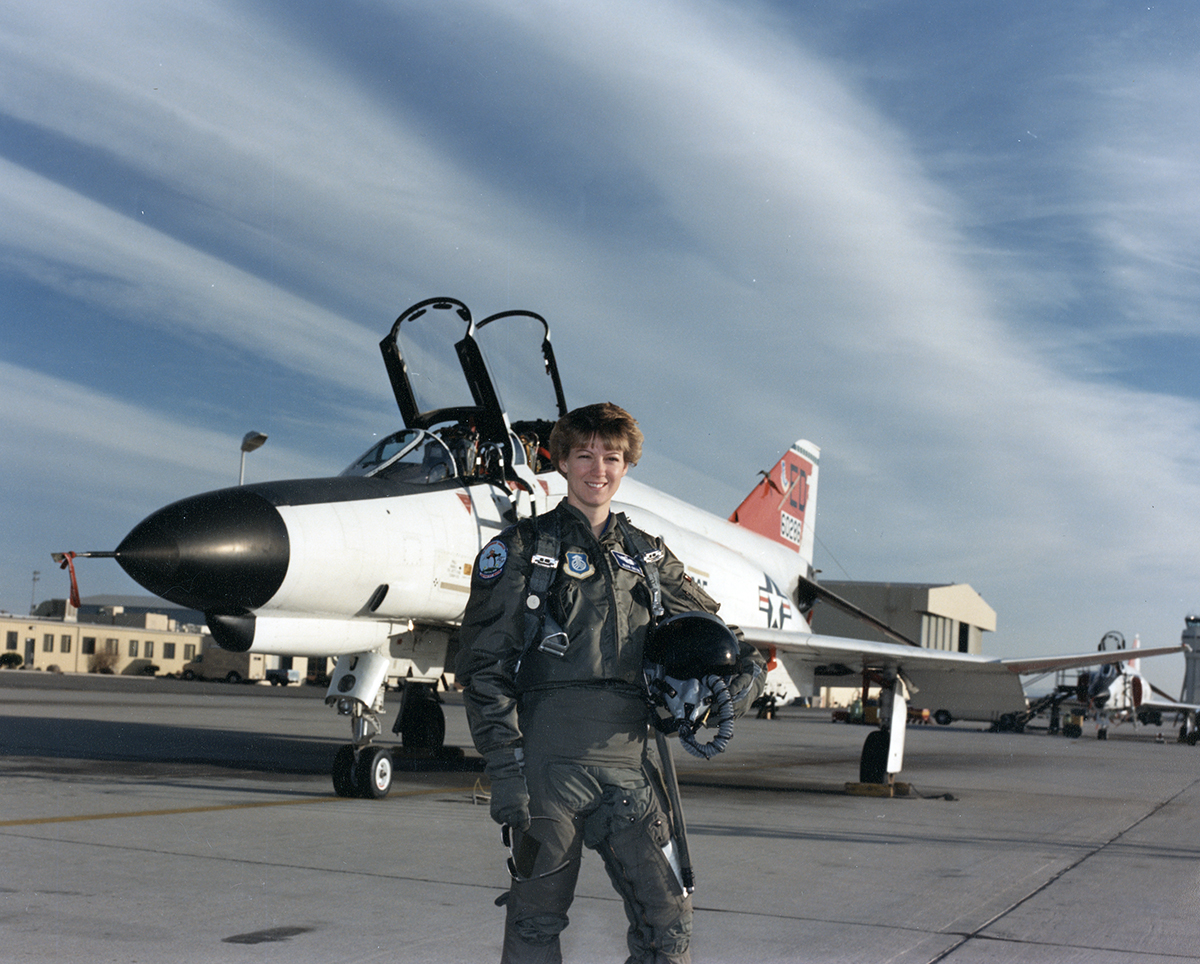
Con un F-4 Phantom II en la Base Aérea de Edwards al graduarse de la Escuela de Pilotos de Prueba de la USAF en junio de 1990

Durante la invasión estadounidense de Granada en octubre de 1983, su avión transportó tropas de la 82.ª División Aerotransportada desde la base aérea de Pope, en Carolina del Norte, hasta Granada, y llevó a treinta y seis estudiantes de medicina de vuelta. Aunque se suponía que las mujeres no podían volar en combate, la USAF le concedió la paga de combate por la misión y le otorgó la Medalla Expedicionaria de las Fuerzas Armadas. Tras nueve meses como copiloto, fue ascendida a primera piloto. Después de asistir a la escuela de comandantes de aeronaves en la base aérea de Altus, en Oklahoma, y de recibir formación en reabastecimiento en vuelo, fue ascendida a comandante de aeronaves en junio de 1984.
De agosto de 1986 a junio de 1989, Collins fue destinada a la Academia de las Fuerzas Aéreas en Colorado, donde fue profesora asistente de matemáticas, impartiendo cursos de cálculo y álgebra lineal, y piloto instructor de T-41. A través del Instituto de Tecnología de las Fuerzas Aéreas, obtuvo un máster en investigación de operaciones por la Universidad de Stanford en 1986, y un máster en gestión de sistemas espaciales por la Universidad de Webster en 1989. Había empezado a salir con un compañero piloto de C-141, James P. (Pat) Youngs, en agosto de 1983. Youngs también estaba destinado en la Academia de las Fuerzas Aéreas, como instructor de golf. Tras un largo noviazgo, se casaron el 1 de agosto de 1987 y tuvieron dos hijos. Youngs acabó dejando la USAF para volar como piloto comercial para Delta Air Lines, lo que le dio flexibilidad para seguir a Collins en su carrera.
La obtención de un título avanzado mejoró sus posibilidades de ser seleccionada para la Escuela de Pilotos de Pruebas de la USAF en la Base Aérea de Edwards, en California, pero las normas de la USAF exigían que los oficiales devolvieran la matrícula prestando servicio en el destino que les proporcionaba la financiación. Esto la obligó a permanecer en la Academia de las Fuerzas Aéreas durante tres años, y sus dos primeras solicitudes para la Escuela de Pilotos de Pruebas de la USAF fueron rechazadas por este motivo. Cuando presentó una tercera solicitud en 1989, había estado en la USAF durante más tiempo que el máximo de diez años para entrar en la Escuela de Pilotos de Pruebas de la USAF, pero se le concedió una exención. Mientras tanto, la capitana Jacquelyn Susan "Jackie" Parker se convirtió en la primera mujer en graduarse en la Escuela de Pilotos de Pruebas de la USAF en 1988. Collins se convirtió en la segunda mujer piloto en asistir cuando se unió a la clase 89B en junio de 1989. También era el miembro más veterano de la clase, ya que era la única con el rango de mayor, lo que la convertía en la líder de la clase. En Edwards voló una gran variedad de aviones, como el Lockheed TR-1, el P-3 Orion y el C-130 Hercules, el de Havilland Canada UV-18 Twin Otter, el Boeing KC-135 Stratotanker, el Cessna A-37 Dragonfly, el Learjet 24, el Beechcraft King Air, el General Dynamics F-16 Fighting Falcon y el F-111, el McDonnell Douglas F-4 Phantom II, el Vought A-7 Corsair II y el Goodyear Blimp. Se graduó en junio de 1990.

## Trayectoria académica
- Graduada por la Elmira Free Academy, Elmira, (Nueva York) en 1974.
- Graduada en ciencias/matemáticas por la Corning Community College en 1976
- Titulada por la Universidad de Siracusa en matemáticas y economía en 1979
- Máster por la Universidad de Stanford en 1986
- Máster por la Webster University en 1989

## Honores especiales
- Defense Superior Service Medal
- Distinguished Flying Cross
- Defense Meritorious Service Medal
- Air Force Meritorious Service Medal con hoja de roble
- Air Force Commendation Medal con hoja de roble
- Armed Forces Expeditionary Medal por su labor en Granada (Operation Urgent Fury, octubre de 1983)
- French Legion of Honor
- NASA Outstanding Leadership Medal
- NASA Space Flight Medals

Un observatorio astronómico -el Observatorio Eileen Collins, gestionado por el Corning Community College- lleva su nombre en su honor, al igual que el bulevar de entrada principal al Aeropuerto Internacional Hancock de Siracusa. Su alma mater, la Universidad de Webster, le concedió un doctorado honorario en Ciencias en 1996, y en 2021 recibió el premio George Arents, el más alto galardón para exalumnos de la Universidad de Syracuse, El University College de Dublín de la Universidad Nacional de Irlanda también le concedió un doctorado honorario en Ciencias el 14 de junio de 2006.

## Experiencia profesional
Obtuvo su habilitación como piloto en 1979 por la Air Force Undergraduate Pilot Training en la Base Aérea de Vance, Oklahoma donde estaría pilotando un Northrop T-38 Talon hasta 1982. Posteriormente, de 1983 a 1985 fue piloto, instructor y comandante de C-141 en la Base Aérea de Travis, California. Pasó el siguiente año estudiando en el Instituto Tecnológico de Fuerzas Aéreas. De 1986 a 1989 fue destinada a la Academia de la Fuerza Aérea de los Estados Unidos (USAF) en Colorado, donde ejerció como docente en matemáticas e instructor de T-41. Fue elegida para el programa de astronautas cuando se encontraba en la Escuela de Piloto de Prueba de la Base Aérea de Edwards, California.

## Experiencia en la NASA
Fue seleccionada por la NASA en enero de 1990 para convertirse en astronauta en julio del año siguiente. Collins ha participado como piloto en las misiones STS-63 y STS-84, y posteriormente ha sido comandante de la STS-93 y la STS-114, siendo esta última la primera misión llevada a cabo por un transbordador espacial de la NASA tras el accidente del Columbia. Es una veterana de los vuelos espaciales. Ha contabilizado 872 horas en órbita.

## Vuelos espaciales
- STS-63 Discovery (1995) - Se convirtió en la primera mujer en pilotar un transbordador espacial. Esta misión abría la colaboración de los proyectos espaciales estadounidense y ruso.
- STS-84 Atlantis (1997) - Sexta misión de enganche a la estación rusa MIR. Collins repitió como piloto y se llevaron a cabo numerosos experimentos secundarios y se trasladaron suministros a la MIR.
- STS-93 Columbia (1999) - Fue la primera misión shuttle comandada por una mujer. Se llevó a cabo el despliegue del observatorio de rayos-X Chandra.
- STS-114 Discovery (2005) - Con esta misión se reanudaron los vuelos espaciales en transbordador a la Estación Espacial Internacional tras el desastre del Columbia.